# Palazzo Giandonati
Il palazzo Giandonati è un edificio storico del centro di Firenze, situato in piazza di Parte Guelfa 1r-2r angolo vicolo del Panico 1. Negli interni è unito all'attiguo palazzo Canacci.
Il palazzo appare nell'elenco redatto nel 1901 dalla Direzione Generale delle Antichità e Belle Arti, quale edificio monumentale da considerare patrimonio artistico nazionale.

## Storia
Era uno dei molti edifici che qui attorno furono, fin da tempo remoto, posseduti dai potenti Giandonati, come si rileva dall'estimo dei danni arrecati alle case dei Guelfi dai Ghibellini vittoriosi a Montaperti. La maggior parte dei casamenti dei Giandonati furono smantellati perché troppo danneggiati.

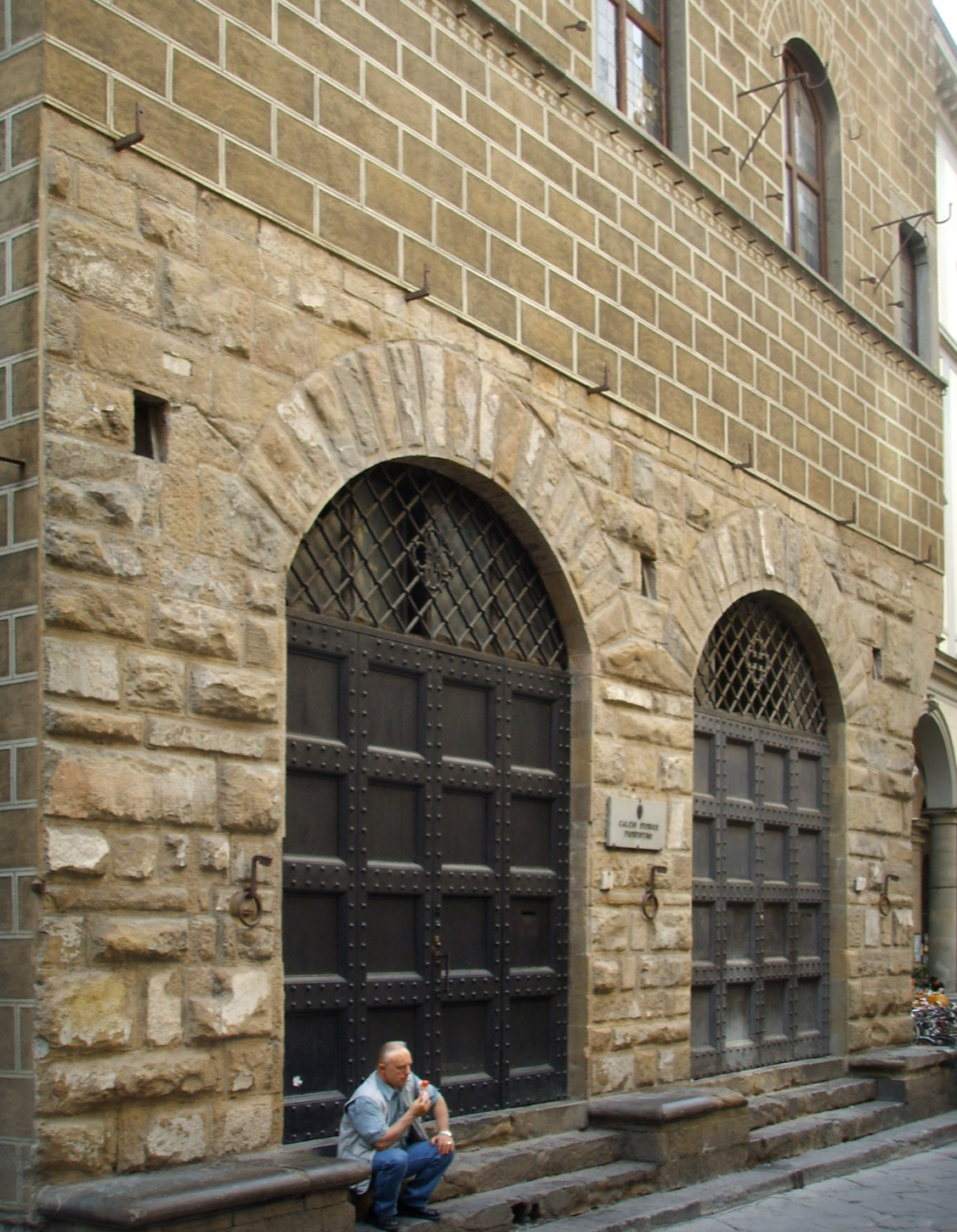
I portali

Ai primi del XV secolo il palazzo apparteneva ai Malvagia. Nel 1498, Antonio di Francesco dei Nobili comprava il palazzo da un ser Giovanni di Ser Silvestro, che lo vendeva in nome proprio e di Napoleone della Malvagia, suo fratello, dimorante a Bologna. I De' Nobili ne rimasero padroni fino agli ultimi del XVIII secolo.
Nel corso dei secoli l'impianto originario Trecentesco conobbe vari interventi, per lo più quattrocenteschi, giungendo ai primi del Novecento in condizioni di sufficiente leggibilità della fabbrica antica. Tra il 1911 e il 1914 si intervenne con un restauro su progetto di Giuseppe Castellucci, che provvide a restituire alle finestre l'originaria luce (in alcuni casi ampliata, in altri ridotta), ad aprire le tre finestre alte che guardano su via del Panico così come il relativo portoncino, a ricostruire il finto ammattonato a graffiti sulle labili tracce preesistenti, a ricostruire il tetto a spioventi: due fotografie pubblicate dai Thiem mostrano l'edificio prima e dopo l'intervento.
Altri interventi di restauro sono datati agli anni sessanta del Novecento e quindi legati all'importante cantiere chiuso nel 2000 su progetto dell'architetto Giuseppe Cini (consolidamento statico, completa revisione delle coperture, restauro e ripristino delle facciate, dei decori architettonici e dei paramenti in pietra).
Attualmente il palazzo è sede del comitato per il calcio in costume.

## Descrizione

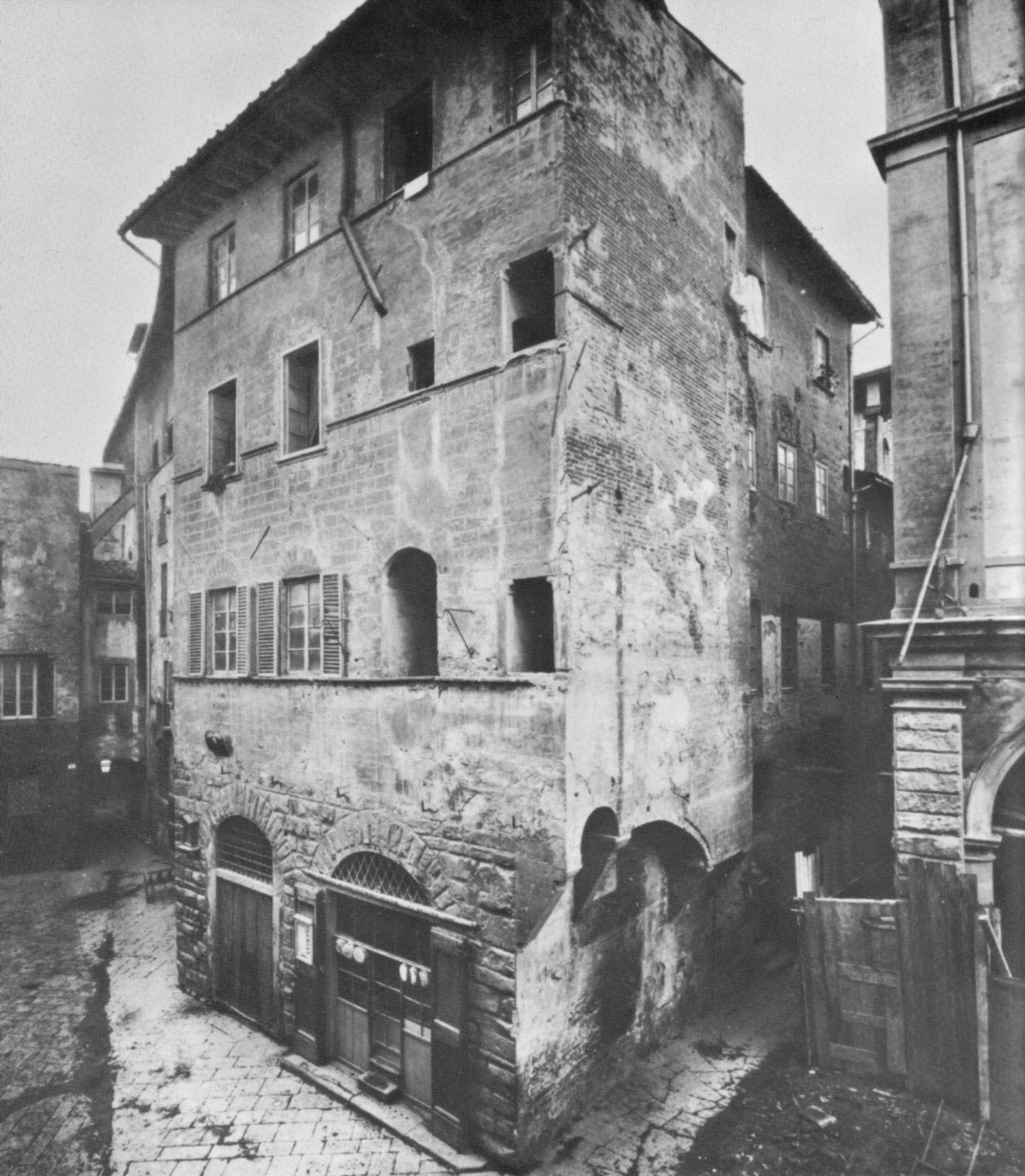
Il palazzo verso il 1865, prima dei restauri

Il palazzo ha l'entrata sul vicolo del Panico e, sulla piazza, presenta un fronte con il terreno a bugnato, perimetrato da una panca di via che si interrompe per dare accesso con alcuni gradini ai due portali. Da notare il finto bugnato a graffito e gli archi rampanti sul fianco destro.
Sul vicolo del Panico un avancorpo al primo piano si sviluppa su un arco rampante ed un archetto a sesto acuto appoggiati su mensole digradanti: tutti i graffiti di questo lato sono frutto dell'intervento dei primi del Novecento.